# Virgilio Muzzi
Virgilio Muzzi (Codogno, 13 giugno 1923 – Codogno, 25 febbraio 2010) è stato un fumettista italiano.
È noto per aver fatto parte dello staff storico di disegnatori che hanno realizzato Tex.

## Biografia
Collaboratore per lungo tempo dell'attuale Sergio Bonelli Editore con cui inizia a lavorare fin dal 1946, oltre che di altre case editrici, tra cui la Editoriale Dardo, ha fatto parte del ristretto gruppo di professionisti (tra cui Francesco Gamba e Erio Nicolò) che nei primi anni sessanta affiancarono Galep, il creatore grafico di Tex, nella realizzazione delle storie del celebre ranger. La prima storia che fu chiamato a disegnare esce ancora nel formato a strisce e fa parte della serie denominata Città d'Oro, per la quale illustra la storia intitolata Contrabbando su testi del creatore della serie Giovanni Luigi Bonelli, ora incluso nell'albo del formato attuale n. 44 Un'audace rapina.
Negli anni seguenti gli verranno affidati altri episodi di Tex fino al numero 183, uscito nel gennaio del 1976, del quale disegna solamente 18 tavole e con il quale terminerà il suo impegno sulla testata. Va inoltre detto che Muzzi disegnò la maggior parte delle sue storie di Tex in coppia con Galleppini, cui spettava il compito di realizzare solamente il volto del personaggio.
Sempre l'editore milanese incarica Muzzi anche la realizzazione di tre albi di Mister No. Muore a Codogno (in provincia di Lodi) il 25 febbraio 2010, all'età di 86 anni.
Oltre che sul mercato nazionale italiano, Muzzi collaborò nella sua lunga carriera anche ad alcune testate di vari editori esteri.